# I’ll Be in the Sky
I’ll Be in the Sky ist ein Lied des US-amerikanischen Rappers B.o.B. Der Song wurde am 31. Januar 2011 als vierte Single aus seinem Album B.o.B Presents: The Adventures of Bobby Ray veröffentlicht. Der Song wurde bereits 2008 aufgenommen. Der Song war auch schon auf B.o.Bs Mixtape Who the F#*k Is B.o.B? enthalten. Das Cover der Single zeigt B.o.B zwischen einer Stange und einem Lautsprecher sitzend.

## Musikvideo
Das offizielle, in Los Angeles gedrehte Musikvideo wurde bereits am 2. Oktober 2009 auf dem offiziellen Channel von Atlantic Records veröffentlicht. Das Video beginnt mit einem Meteoriten, der auf die Erde fällt. Ein Bauer steht nur wenige Meter davon entfernt und fängt an, den entstandenen Krater mit seinem Handy zu filmen. Als er näher kommt, sieht er, wie sich etwas im Krater bewegt, lässt sein Mobiltelefon fallen und läuft weg. Man sieht einen Nachrichtensender vom Einschlagsort des Meteoriten berichten. Von da an sieht man B.o.B abwechselnd an einem Klavier sitzen und auf einem Hügel singen. Teilweise singt und rappt er auch in Los Angeles. Einige Zeit später sieht man B.o.B vor einer Klasse singen, während alle Kinder vor ihm die Hände nach links und rechts schwingen. Am Ende des Videos sieht man ihn, wie er von einem Ufo „eingesaugt“ wird.

## Kritiken
Die Single bekam überwiegend positive Kritik. Robert Copsey von Digital Spy beispielsweise meinte zum Lied: „Built around a subtle but addictive hip-hop piano hook reminiscent of D-12, Bobby Ray spits about making the most of life before we all kick the bucket - something we're guessing is now a lot easier now he's earned his millions. Not that we're jealous, of course.“ und gab dem Titel .

## Chartplatzierungen
Der Song konnte die irischen, die britischen, die UK R&B Charts und die US Bubbling Under R&B/Hip-Hop Singles erreichen. In Irland wurde Platz 24, Platz 17 der UK R&B Top 40, Platz 61 der britischen Top 75 (4 Wochen insgesamt) und Platz fünf der US Bubbling Under R&B/Hip-Hop Singles.
| ChartsChartplatzierungen     | Höchstplatzierung | Wochen |
| ---------------------------- | ----------------- | ------ |
| Vereinigtes Königreich (OCC) | 61 (5 Wo.)        | 5      |